# Gaussicuma vanhoeffeni
Gaussicuma vanhoeffeni is een zeekommasoort uit de familie van de Bodotriidae. De wetenschappelijke naam van de soort is voor het eerst geldig gepubliceerd in 1907 door Zimmer.